# 1965년 동남아시아반도 경기 대회
1965년 동남아시아 반도 경기 대회는 1965년 12월 14일부터 12월 21일까지 말레이시아의 쿠알라룸푸르에서 열린 대회이다.

## 메달 집계
| 순위 | 국가          | 금메달 | 은메달 | 동메달 | 합계 |
| ---- | ------------- | ------ | ------ | ------ | ---- |
| 1    | 태국          | 38     | 33     | 35     | 106  |
| 2    | 말레이시아    | 33     | 36     | 28     | 97   |
| 3    | 싱가포르      | 18     | 14     | 16     | 48   |
| 4    | 버마          | 8      | 7      | 18     | 33   |
| 5    | 베트남 공화국 | 5      | 7      | 7      | 19   |
| 6    | 라오스        | 0      | 0      | 2      | 2    |